# コヘデス州
コヘデス州（コヘデスしゅう、スペイン語: Estado Cojedes、IPA: [esˈtaðo koˈxeðes]）は、ベネズエラの州。州都はサンカルロスである。
総面積は1万4800平方キロ、人口は37万人（2019年推計）である。

## 歴史
ネイティブ・アメリカンにとって、この地域はオリノコ川流域とタカリグア湖（バレンシア湖）を結ぶ交通の要衝であった。
セビリアのシリロ・バウティスタ宣教師が1750年にサンタ・クララ・デ・カラマカテを建設し、1760年にはマルティ司教が初めてこの地域に関する記録を書いた。ガブリエル・デ・サン・ルーカスとカディスのサルバドールの二人の宣教師は同年、サン・カルロス市（当初はサン・カルロス・デ・アウストリア）を築いた。また、パブロ・デ・オリチュエラ宣教師によってエル・ティナコのヌエストラ・セニョーラ・デ・ラ・チキンクイラが建てられた。翌年の1661年にはエル・パオが建設された。これらの町々は、ベネズエラ州の法のもとで郡となった。
独立当初はカラボボ州の一部であった。

## 隣接州
- ヤラクイ州
- カラボボ州
- グアリコ州
- バリナス州
- ポルトゥゲサ州
- ララ州

## 基礎自治体
コヘデス州は下記の9市（ムニシピオ）からなる。括弧は各市の中心地である。
1. アンソアテギ市（コヘデス）
2. ファルコン市（ティナキージョ市）
3. ヒラルドト市（エル・バウル）
4. リマ・ブランコ市（マカポ）
5. パオ・デ・サン・フアン・バウティスタ市（エル・パオ）
6. リカウルテ市（リベルタード）
7. ロムロ・ガジェーゴス市（ラス・ベガス）
8. サン・カルロス市（サン・カルロス）
9. ティナコ市（ティナコ）